# Філіпп ван Леу
Філіпп ван Леу (фр. Philippe Van Leeuw; нар. ? 1954, Брюссель, Бельгія) — бельгійський кінооператор, кінорежисер та сценарист.

## Життєпис
Філіпп ван Леу навчався операторській майстерності у Вищому Національному інституті виконавських мистецтв і техніки мовлення (INSAS) в Брюсселі, а потім до 1983 року в Американському інституті кіномистецтва в Лос-Анджелесі. Повернувшись до Бельгії, він працював оператором рекламних роликів для установ та комерційних компаній. Згодом Ван Леу познайомився з Бруно Дюмоном, з якими надалі працював регулярно, дебютувавши в ігровому кіно оператором фільму «Життя Ісуса» (1997).
У 2008 році Філіпп ван Леу зняв як режисер свій перший художній фільм «День, коли Бог нас покинув». Стрічка, яка розповідає історію молодої жінки Тутсі під час геноциду в Руанді в 1994 році, отримала нагороду для молодих режисерів на Міжнародному кінофестивалі в Сан-Себастьяні 2009 року та Гран-прі Міжнародного кінофестивалю у Братиславі.
У 2014 році Філіпп ван Леу був членом журі «Золотої камери» на 67-му Каннському міжнародному кінофестивалі, очолюваного Ніколь Гарсія.
Другий повнометражний фільм Філіппа ван Леу «У Сирії» (2017), що оповідає про життя сирійської родини під час громадянської війни в Сирії, був представлений у програмі секції «Панорама» та отримав Приз глядачів. У 2018 році фільм був висунутий у 6-ти номінаціях на здобуття бельгійської національної кінопремії «Магрітт», у тому числі як найкращий фільм, найкращу режисерську роботу (перемога) та найкращий сценарій (перемога).

## Фільмографія
Оператор
Лише повнометражні та телефільми
| Рік  |     | Назва українською                  | Оригінальна назва             |
| ---- | --- | ---------------------------------- | ----------------------------- |
| 1997 |     | Життя Ісуса                        | La vie de Jésus               |
| 1998 |     | Більше ніж учора, менше ніж завтра | Plus qu'hier moins que demain |
| 1999 |     | Френк Спадоне                      | Franck Spadone                |
| 2000 | т/ф | Тростина мого батька               | La canne de mon père          |
| 2003 | т/ф | Роман Жоржетти                     | Le roman de Georgette         |
| 2006 |     | Останній з божевільних             | Le dernier des fous           |
| 2008 |     | Офіс Бога                          | Les bureaux de Dieu           |
| 2013 | т/ф | Цирковий рок-н-ролл                | Rock'n Roll Circus            |

Режисер, сценарист
| Рік  |  | Назва українською          | Оригінальна назва                   | Режисер | Сценарист |
| ---- |  | -------------------------- | ----------------------------------- | ------- | --------- |
| 2009 |  | День, коли Бог нас покинув | Le jour où Dieu est parti en voyage | Так     | Так       |
| 2017 |  | У Сирії                    | Insyriated                          | Так     | Так       |

## Визнання
| Рік                                      | Категорія                                       | Фільм                      | Результат |
| ---------------------------------------- | ----------------------------------------------- | -------------------------- | --------- |
| Міжнародний кінофестиваль у Салоніках    |                                                 |                            |           |
| 2009                                     | Золотий Александр                               | День, коли Бог нас покинув | Номінація |
| Міжнародний кінофестиваль у Братиславі   |                                                 |                            |           |
| 2009                                     | Гран-прі                                        | День, коли Бог нас покинув | Перемога  |
| Стамбульський міжнародний кінофестиваль  |                                                 |                            |           |
| 2010                                     | Кінопремія Ради Європи FACE                     | День, коли Бог нас покинув | Перемога  |
| Берлінський міжнародний кінофестиваль    |                                                 |                            |           |
| 2017                                     | Панорама — Приз глядачів                        | У Сирії                    | Перемога  |
| 2017                                     | Премія Label Europa Cinemas                     | У Сирії                    | Перемога  |
| Каїрський міжнародний кінофестиваль      |                                                 |                            |           |
| 2017                                     | Золота піраміда за найкращий фільм              | У Сирії                    | Номінація |
| Стокгольмський міжнародний кінофестиваль |                                                 |                            |           |
| 2017                                     | Бронзовий кінь за найкращий фільм               | У Сирії                    | Номінація |
| Премія «Магрітт»                         |                                                 |                            |           |
| 2018                                     | Найкращий фільм                                 | У Сирії                    | Номінація |
| 2018                                     | Найкращий режисер                               | У Сирії                    | Перемога  |
| 2018                                     | Найкращий оригінальний або адаптований сценарій | У Сирії                    | Перемога  |
| Премія «Люм'єр»                          |                                                 |                            |           |
| 2018                                     | Найкращий франкомовний фільм                    | У Сирії                    | Перемога  |